# دايتشي سوغا
دايتشي سوغا (باليابانية: 曽我 大地) (10 مارس 1998 في فوكوياما في اليابان – )؛ هو لاعب كرة قدم ياباني سابق كان يلعب كمدافع.

## وصلات خارجية
- دايتشي سوغا على موقع رابطة كرة القدم اليابانية للمحترفين (اليابانية)
- دايتشي سوغا على موقع Soccerway.com (الإنجليزية)
- دايتشي سوغا على موقع عالم كرة القدم.نت (الإنجليزية)